# Miranda Noom
Miranda Noom (* 28. August 1973) ist eine ehemalige niederländische Fußballspielerin.

## Karriere

### Vereine
Noom kam im Verlauf ihrer Spielerkarriere – zuletzt 2004 – für die in der Gemeinde Sassenheim in der Provinz Zuid-Holland ansässige VV Ter Leede in der Hoofdklasse, der unter diesem Namen seinerzeit höchsten Spielklasse im niederländischen Frauenfußball, zum Einsatz. Mit der Mannschaft gewann sie 2001 den nationalen Vereinspokal sowie 2001, 2003 und 2004 jeweils die Meisterschaft.
Mit den errungenen Titeln war ihre Mannschaft für die Teilnahmen am Wettbewerb um den UEFA Women’s Cup 2001/02, 2003/04 und 2004/05 qualifiziert. Sie kam daher in drei Spielen der Gruppe 2; 2001/02 zum Einsatz und erzielte im letzten, beim 8:0-Sieg über AO Kavala, drei Tore. Im ersten und dritten Spiel der Gruppe 8: 2003/04 wurde sie ebenfalls berücksichtigt und erzielte im letzten, beim 8:0-Sieg über den FC Codru Chișinău, ein Tor.

### Nationalmannschaft
Noom debütierte für den KNVB in der seinerzeitigen U16-Nationalmannschaft und bestritt für diese sieben Länderspiele, in denen ihr zwei Tore gelangen. Ihr Debüt gab sie am 18. Juli 1989 in Klepp im altersbezogenen Turnier um den Nordic-Cup bei der 2:4-Niederlage gegen die U16-Nationalmannschaft Norwegens und krönte es sogleich mit ihrem ersten Länderspieltor.
Für die A-Nationalmannschaft bestritt sie 74 Länderspiele und erzielte 16 Tore. Sie debütierte am 7. März 1991 bei der 1:4-Niederlage im Freundschaftsspiel gegen die Nationalmannschaft Italiens in Lecce mit Einwechslung für Marleen Molenaar in der 46. Minute und beendete ihre A-Länderspielkarriere am 19. Mai 2002 beim 4:1-Sieg über die Nationalmannschaft Portugals mit dem letzten Spiel der EM-Qualifikationsgruppe 4 der Klasse A, in dem sie mit dem Treffer zum 3:1 in der 77. Minute ihr 16. A-Länderspieltor erzielte. Ihr erstes gelang ihr in ihrem vierten Länderspiel am 13. September 1991 in Akure beim 5:2-Sieg im Freundschaftsspiel gegen die Nationalmannschaft Nigerias mit dem Treffer zum 5:1 in der 44. Minute.
Sie bestritt insgesamt 36 in Freundschaft ausgetragene Länderspiele, 20 EM-Qualifikationsspiele, 10 WM-Qualifikationsspiele und jeweils vier in den Turnieren um den Algarve-Cup 1995 und 1998. Mit vier Toren (2:1 vs. Portugal am 15. März im ersten Spiel der Gruppe B, 2:3 vs. China am 21. März im Spiel um Platz 5) avancierte sie zur Torschützenkönigin des Turniers.
Mit ihrem 1:0-Siegtreffer in der 64. Minute im dritten Spiel der WM-Qualifikationsgruppe 3 der Klasse A gegen die Nationalmannschaft Deutschlands am 13. Dezember 1997 in Almelo sorgte sie für den ersten Sieg über die Mannschaft des westlichen Nachbarn.

## Erfolge
- Niederländische Meisterin 2001, 2003, 2004
- KNVB-Pokalsiegerin 2001